# Gare de Sorbais
La gare de Sorbais est une ancienne gare ferroviaire française de la ligne de Flavigny-le-Grand à Ohis - Neuve-Maison, située sur le territoire de la commune de Sorbais, dans le département de l'Aisne, en région Hauts-de-France.
Elle fut mise en service en 1910 par la Compagnie du Nord, avant d'être fermée en 1978 par la SNCF.

## Situation ferroviaire
Établie à 124 mètres d'altitude, la gare de Sorbais est située au point kilométrique (PK) 22,816 de la ligne de Flavigny-le-Grand à Ohis - Neuve-Maison — également appelée ligne de Guise à Hirson — (entièrement déclassée et déferrée), entre les gares fermées d'Autreppes (s'intercale un pont sur l'Oise, détruit) et d'Étréaupont.

## Histoire

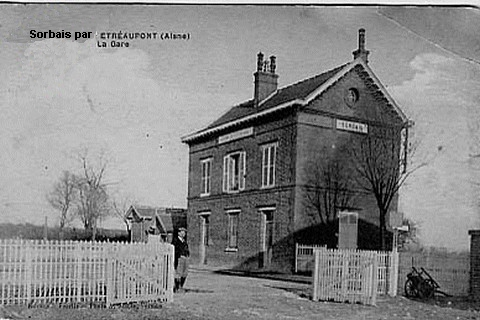
La gare, en 1920.

Cette gare a été mise en service à l'ouverture de la ligne de Flavigny-le-Grand à Ohis - Neuve-Maison (à voie métrique), par la Compagnie des chemins de fer du Nord, soit en 1910 (en l'occurrence moins d'un an après l'achèvement de la construction, en 1909). Elle a été convertie à l'écartement standard en 1919, à la suite des destructions de la Première Guerre mondiale, mais aussi pour permettre de mieux s'intégrer dans le réseau ferré national (maillage du territoire et transport du charbon du bassin minier du Nord-Pas-de-Calais). Puis elle a intégré le réseau de la Compagnie des chemins de fer secondaires du Nord-Est (CFS-NE), le 1er janvier 1938 ; ensuite celui de la Société générale de chemins de fer et de transports automobiles (CFTA), à partir de 1962. Enfin, de 1968 à 1978, date à laquelle la ligne a été fermée à tous trafics, elle était exploitée par la Société nationale des chemins de fer français (SNCF).

## Patrimoine ferroviaire

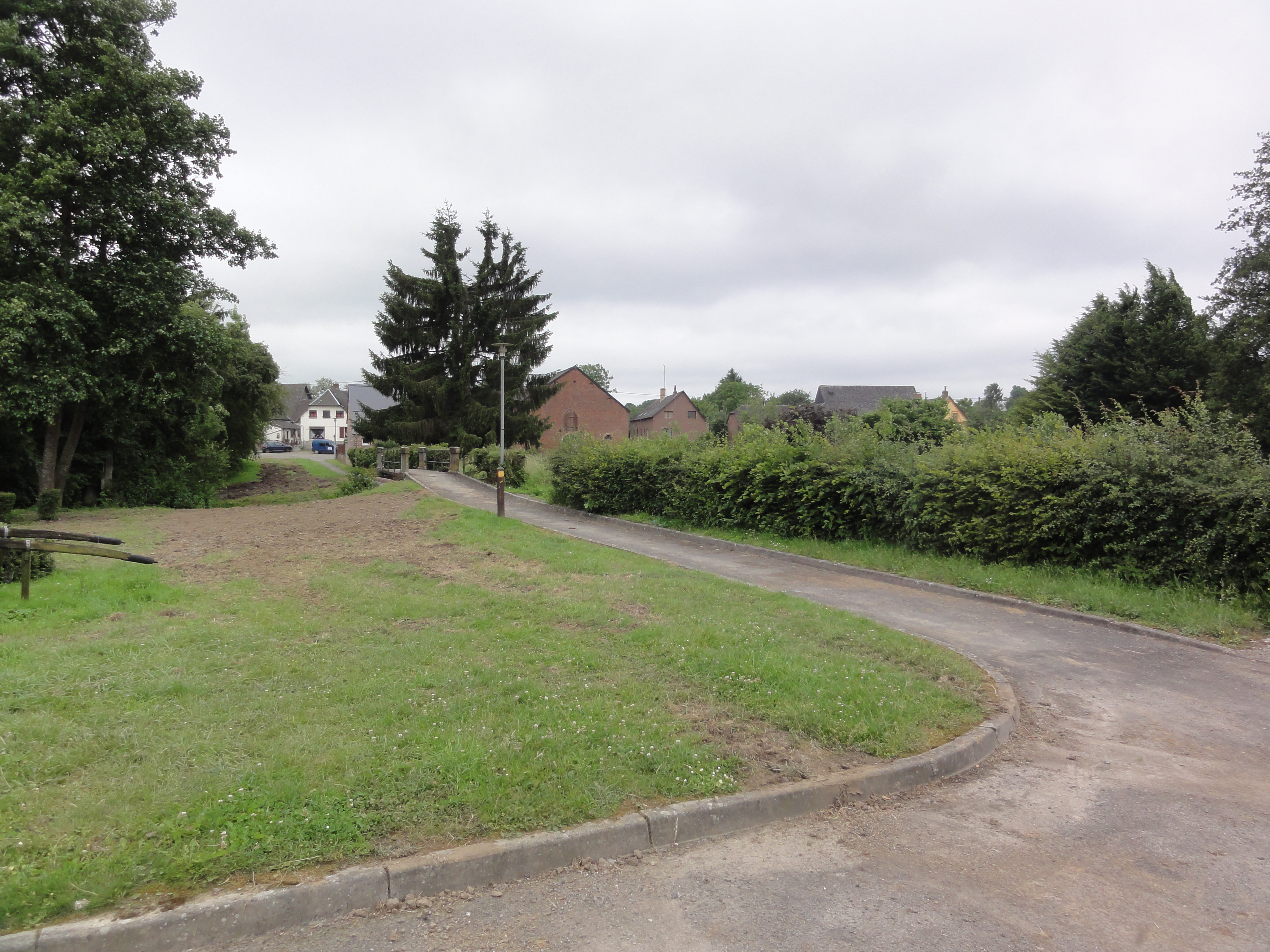
L'axe vert de la Thiérache traverse le village de Sorbais, après avoir quitté la plate-forme ferroviaire.

À la suite du déclassement de la ligne, l'ensemble des installations ferroviaires (rails, traverses, ballast et quais) ont disparu, à l'exception de l'ancien bâtiment voyageurs (devenu une propriété privée).
L'axe vert de la Thiérache, qui a repris l'ancienne plate-forme ferroviaire, ne traverse pourtant pas le site de la gare, car il quitte sur une courte distance le tracé de la ligne, afin de passer par le centre du village.

## Service des voyageurs
Sorbais est, de fait, fermée à tout trafic ferroviaire.
Néanmoins, le réseau de transport par autocars conventionnés de l'Aisne, desservant la commune, permet de rejoindre la gare d'Hirson.